# Epania pusio
Epania pusio är en skalbaggsart som beskrevs av Francis Polkinghorne Pascoe 1869. Epania pusio ingår i släktet Epania och familjen långhorningar. Inga underarter finns listade i Catalogue of Life.